# NSYNC
NSYNC (транскр.  Енсинк) био је амерички бој бенд из Орланда, који је постигао огроман успех на америчком музичком тржишту крајем 90-их. Бенд су сачињавали Џастин Тимберлејк, Ленс Бас, Крис Киркпатрик, Џои Фатон и Џеј Си Шасе. Песма са првог албума, Tearin Up My Heart постала је хит у Европи док су Америку освојили песмом I Want You Back. Њихов најуспешнији албум, No Strings Attached оборио је све рекорде када се у року од недељу дана продао у 2,4 милиона копија и тако ушао у историју. Са албума су се издвојили хитови Bye, Bye, Bye, It's Gonna Be Me (који им је и једини број 1. у САД), I'll Never Stop и This I Promise You. Албум је само у САД продат у близу 10.000.000 копија, чиме је постао најпродаванији албум 2000.
Иако су у пролеће 2002. објавили да узимају кратак предах, од тада па до званичног распада 2007, група није издала нити један сингл или албум. У својој каријери продали су преко 55 милиона албума, тако поставши 8. најуспешнији бој бенд у историји.

## Каријера

### 1995—1998: Оснивање групе и деби албум
Након што је пропустио аудицију за Бекстрит бојсе, Крис Киркпатрик 1995. упозанје Луа Перлаена и започиње преговоре о оснивању нове групе. Перлман је рекао да ће финансирати групу уколико Киркпатрик доведе и друге младе певаче. Групи се прикључио његов пријатељ из Јуниверзал Стјудиоуса, Џои Фатон. Тимберлејка доводи лично Перлман, након што је погледао једну од његових касета из Клуба Мики Маус. На Џастинову сугестију, групи се придружује и његов колега, Џеј Си Шасе. Касније су одлучили да уједначе звук пријемом Џејсона Галаса као бас вокала.
Група је добила име након што је Џастинова мајка прокоментарисала како њихови гласови синхронизовано звуче. Име групе се такође може протумачити са задњих слова њихових имена; редом на енглеском: JustiN, ChriS, JoeY, JasoN и JC (оригиналан назив NSYNC)
Међутим, групу убрзо напушта Галас уз образложење да бити идол тинејџерима никада није био његов циљ. Група организује аудицију, у потрази за новим басом, али без успеха. Тимберлејков воклани тренер им је предложио 16-годишњег момка из Мисисипија, Ленса Баса. Бас је одмах по доласку у Орландо примљен у групу. Стекао је надимак Ланстен, због чега је група задржала име NSYNC.
Перлмен је момке сместио у кућу у Орланду, где су имали пробе, увежбавали покрете и текстове, и радили на промоцији свог првог јавног наступа на Плежер Ајленду, 22. октобра 1995. Перлмен је поставио Џона Рајта, менаџера Бекстрит бојса, као руководиоца групе. Иако су имали проблеме са њеним називом и Басовим плесним способностима, издавачка кућа Ариола рекордс пристаје на склапање уговора, а Рајт постаје менаџер групе.
Након тога, група одлази у Шведску како би започела радове на деби албуму. Његов водећи сингл I Want You Back је објављен у Немачкој 7. октобра 1996, заузимајући листу топ 10 синглова. Група започиње турнеју по државама немачког говорног подручја, а затим и у осталим европским државама. Наредне године, албум NSYNC заузима водећу позицију у Немачкој, две недеље након његове објаве. Убрзо група стиче успех у већем делу Европе. Следећи синглови Tearin Up My Heart и Here We Go заузимају позиције у топ 10 у већини европских земаља. Склапањем уговора са АР-СИ-ЕЈЕМ, омогућено им је 
пробијање на америчком тржишту.

### 1998—1999: Пробијање кроз америчко тржиште и судски спор
Свој први синлг I Want You Back, група издаје 20. јануара 1998. Сингл је достигао 13. место на Билборд хот 100 листи. Уследио је албум NSYNC, објављен 24. марта 1998. Албум се слабо продавао на тржишту, достигавши тек 82. место на Билбордовој топ 200 лествици. Након концерта, при чијем је организовању припомогао Дизни ченел, албум заузима 9. место, иако је у почетку концерт био понуђен Бекстрит бојсима, који су исти морали да одбију, јер је члан бенда Брајан Летрел морао да иде на операцију срца.
NSYNC-ов следећи сингл Tearin' Up My Heart је убрзо постао радио хит и због тога се нашао у топ 100 најбољих песама 90-их према Ви-Ејч 1.
Празнични албум,  Home for Christmas, издат је 28. новембра 1998, заузевши 7. место, након што је продат у 2 милиона примерака. Тако су се NSYNC-ова оба албума нашла на Билбордовој топ 10 листи у исто време, а као најуспешнији сингл, издвојио се God Must Have Spent A Little More Time on You.
Године 1998, група је покренула судски спор против Луа Перлмана, под претпоставком да се бавио илегалним пословним радњама. Група је тужила Перлмена и његову компанију, за одштету која је износила више од 50% њихове укупне зараде, иако је Перлмен имао право на само 1/6 укупног профита. Исти проблем задесио је и Бекстрит бојсе. NSYNC је запретио одласком, након чега би потписао уговор са Џајв рекордсом, што је натерало Перлмена и АР-СИ-ЕЈ да затраже одштету од 150 милиона америчких долара. Перлменов претходни захтев о увођењу забране бенду бива одбијен. Након добијеног спора, бенд потписује уговор са Џајвом.

### 1999—2001: No Strings Attached и успех групе
Након што су избегли невоље са законом, NSYNC започиње радове на свом другом албуму. У јануару 2000, група је издала сингл Bye Bye Bye који заузима 5. место на Хот Ерплеј листи , где ће се задржати наредних 5 недеља. Песма се сматра њиховим синглом по којем се најбоље препознају.
Њихов најуспешнији албум, No Strings Attached, издат 21. марта 2000, оборио је све рекорде када се у року од недељу дана продао у 2,4 милиона копија и тако ушао у историју. Други синлг са албума, "It's Gonna Be Me", постао је број 1 у САД. Трећи сингл This I Promise You је достигао топ 5 на Билборд хот 100 лествици.

### 2001—2002: Celebrity и завршне турнеје
Са трећег албума Celebrity, објављеног 24. јула 2001, издвајају се три сингла, Pop (#19 у САД), Gone (#11 у САД) и Girlfriend (#5 у САД). За овај албум су Тимберлејк и Чејсез искористили креативну слободу, написавши и продуциравши неколико песама. Албум је продат у 1.879.955 копија, тиме поставши други најуспешнији албум у историји, након њиховог претходног албума No Strings Attached.
За његову промоцију, група одлази на четворомесечну турнеју која је била једна од најуспешнијих 2001, зарадивши преко 90 милиона долара. Следеће године, одлазе на Celebrity Tour, на којој су зарадили приближно 30 милиона долара.

### 2002—данас: Кратак предах, пауза и поновно окупљање
У априлу 2002, група је након завршене турнеје одлучила да направи кратак предах. Радови на новом албуму требало је да започну на јесен наредне године, али никада нису реализовани, иако се група појавила на додели Греми награда 2003. Године 2004, Џастин Тимберлејк одлучује да напусти групу након које започиње успешну соло-каријеру. Група се поново окупила 2005, када је издала албум који је садржао њихове највеће хитове, укљућујући и песму I'll Never Stop, која пре тога није објављена у САД. У јануару 2010, објављују The Collection, који је садржао песме које су издате само у УК.
2013. су се појавили на додели МТВ Видео Мјузик Авордс где су извели песме Girlfriend и Bye Bye Bye. Након наступа, Бас је изјавио да тренутно не размишљају о NSYNC-овом поновном окупљању.
1. јула 2014, група је издала компилацију својих највећих хитова под називом The Essential *NSYNC. Бас је у свом радио-шоуу изјавио да је ту доста песама за које верује да их никада није чуо, али да се сећа да је исте снимао, због чега сада сматра интересантним да их први пут послуша. Чејсез је на свом Твитер профилу навео следеће: „Синоћ сам имао најчуднији сан у ком се мој и албум мојих старих пријатеља нашао на листи топ 10 албума на Ајтјунсу. Луда ноћ...”[42]

Киркпатрик је за албум рекао да је сјајан осећај издати песме које никада нису угледале светлост дана, као и да му је драго што ће њихови дугогодишњи фанови моћи да се задовоље новом музиком. Фетоун је изјавио како је изненађен да се албум, за који није ни знао, већ нашао на Амазону и Ајтјунсу, али да то дугују фановима.
1. августа 2016, група се окупила на прослави Чејсезовог 40. рођендана.

## Маркетинг
Чланови бенда су дозволили да се по њиховим ликовима израде многи производи, укључујући и друштвене игре, микрофоне, балзам за усне, марионете, књиге, прикључке за кључеве, постељину, видео-игре. Њихове воштане фигуре су направљене 2009. и налазе се у музеју Мадам Тисо; свих 5 фигура је разоткривено за јавност исти дан. Група је такође имала уговор са Мекдоналдсом, који укључује и рекламе у којима се појављују заједно са Бритни Спирс, поред ЦД-а и видеа који садржи и сцене снимања спота. Чилс Грил енд Бар је био њихов спонзор током турнеје, а група се такође појављивала и у рекламама ресторана. Издата је и видео-игра под називом *NSYNC: Get To The Show.

## Дискографија
- NSYNC (1997/1998)
- No Strings Attached (2000)
- Celebrity (2001)

## Филмографија
- Longshot (2000)
- On The Line (2001)
- Dead 7 (2016)

## Турнеје
- For the Girl Tour (1997)
- NSYNC in Concert (1998–2000)
- No Strings Attached Tour (2000–01)
- PopOdyssey Tour (2001–02)
- Celebrity Tour (2002)

### Као пратећа група
- The Velvet Rope Tour (са Џенет Џексон) (1998)

## Награде и номинације

### Награда Греми
| Година | Песма                                         | Награда                                                       | Резултат |
| ------ | --------------------------------------------- | ------------------------------------------------------------- | -------- |
| 2000   | Music of My Heart                             | Греми награда за најбољу поп сарадњу са вокалом               | Не       |
| 2000   | God Must Have Spent a Little More Time on You | Греми награда за најбољу кантри сарадњу са вокалом            | Не       |
| 2001   | Bye Bye Bye                                   | Греми награда за рекорд године                                | Не       |
| 2001   | Bye Bye Bye                                   | Греми награда за најбољу поп изведбу дуа или групе са вокалом | Не       |
| 2001   | No Strings Attached                           | Греми награда за најбољи поп вокални албум                    | Не       |
| 2002   | Gone                                          | Греми награда за најбољу поп изведбу дуа или групе са вокалом | Не       |
| 2002   | Celebrity                                     | Греми награда за најбољи поп вокални албум                    | Не       |
| 2003   | Girlfriend                                    | Греми награда за најбољу поп изведбу дуа или групе са вокалом | Не       |